# 小菅小之助
小菅 小之助（こすげ このすけ、1892年〈明治25年〉12月2日 - 没年不明）は、日本の実業家。東京急行電鉄取締役。

## 経歴
東京市出身。小菅利八の長男。1917年、東京帝国大学工科大学電気工学科を卒業。1922年、東京帝国大学法学部政治学科を卒業。
1925年、家督を相続する。鬼怒川水力電気取締役兼技師長、小田急電鉄取締役兼技師長を経て、1942年に東京急行電鉄取締役。

## 人物
宗教は神道。趣味は読書。住所は東京市本郷区菊坂町（現・東京都文京区本郷五丁目）。

## 家族・親族
小菅家
- 父・利八（東京府人）[2]
- 妻・國[2][注 1]（1893年 - ?、東京、宮本頼三の四女[1]、宮本知遠の叔母[2][4]）
- 娘[2]

親戚
- 妻の父・宮本頼三（東京府会議員、東京府茶業組合長）
- 宮本知遠（東京府北豊島郡板橋町長）
- 宮本知遠（地主）